# Jared Cunningham
Jared Armon Cunningham é um jogador de basquetebol profissional que atualmente joga pelo FC Bayern de Munique da Bundesliga e Eurocopa.

## Estatísticas na NBA

### Temporada Regular
| Ano      | Equipe           | PJ | PT | MPJ | AP   | 3P   | LL    | RT  | AS  | BR  | TO  | PPJ |
| -------- | ---------------- | -- | -- | --- | ---- | ---- | ----- | --- | --- | --- | --- | --- |
| 2012-13  | Dallas Mavericks | 8  | 0  | 3.3 | .429 | .667 | 1.000 | 0.4 | 0.1 | 0.1 | 0.0 | 2.0 |
| 2013-14  | Atlanta Hawks    | 5  | 0  | 4.4 | .500 | .000 | .000  | 0.2 | 0.6 | 0.0 | 0.0 | 0.4 |
| 2013-14  | Sacramento Kings | 8  | 0  | 7.3 | .263 | .167 | .929  | 0.6 | 0.6 | 0.4 | 0.0 | 3.0 |
| Carreira |                  | 21 | 0  | 5.0 | .343 | .300 | .833  | 0.4 | 0.4 | 0.2 | 0.0 | 2.0 |